# Jean-Frédéric Pfeiffer
Pour les articles homonymes, voir Pfeiffer.
Jean-Frédéric Pfeiffer (né à Berlin en 1718 ; décédé à Mayence en 1787), est un mercantiliste. 

## Biographie
Il remplit plusieurs charges importantes, à la cour de Prusse et auprès de plusieurs princes d'Allemagne. En 1784 il est nommé professeur de l'Université de Mayence pour la nouvelle spécialité qu'est le caméralisme. Il mourut le 5 mars 1787 à Mayence, avec le titre de professeur des sciences économiques. 

## Écrits
Parmi les nombreux écrits qu'il a composés, nous citerons : 
- Précis de toutes les sciences économiques, 1770-78, 4 vol. in-4.
- Histoire de la houille et de la tourbe, 1774, in-8.
- Secret d'améliorer la houille et la tourbe, 1777, in-8 : cet ouvrage et le précédent ont été traduits en français, 1787, in-8.
- Principes de la science forestière, 1781, in-8.
- Principes de la science financière, 1781.
- Principes de l'économie générale, 1782-83, 2 vol. in-8.

Il a écrit de nombreux ouvrages sur des sujets vastes comme la foresterie et la finance, la sériciculture, le charbon à coke et les moyens d'améliorer le bonheur de l'Allemagne. En 1784, il publie son ouvrage en six volumes de Corrections d'écrits sur les États, les finances, la Police, le caméralisme, le commerce et l'économie de ce siècle (Berichtigungen berühmter Staats-, Finanz-, Polizei-, Cameral-, Commerz- und ökonomischer Schriften dieses Jahrhunderts).